# Bräunrode
Bräunrode is een plaats en voormalige gemeente in de Duitse deelstaat Saksen-Anhalt, en maakt deel uit van de Landkreis Mansfeld-Südharz.
Bräunrode telt 509 inwoners.